# I-League 2010-2011
L'I-League 2010-2011 è stata la quarta edizione della I-League, il campionato professionistico indiano di calcio per club, dalla sua istituzione nel 2007. Il torneo ha avuto inizio il 3 dicembre 2010.

## Avvenimenti
Sporting Clube de Goa e Shillong Lajong Football Club sono stati retrocessi alla fine della stagione 2009-2010, e vengono sostituiti dall'ONGC Football Club e dall'HAL SC.
Mahindra United si ritira alla fine della stagione 2009-2010 per concentrarsi alle giovanili e vengono sostituiti da Indian Arrows, un nuovo team fondato sotto i buoni auspici della AIFF.

## Squadre
| Squadra            | Luogo                | Stadio                                 | Capacità |
| ------------------ | -------------------- | -------------------------------------- | -------- |
| Air India          | Mumbai               | Cooperage Ground                       | 12,000   |
| Chirag United      | Kolkata              | Salt Lake Stadium                      | 120,000  |
| Churchill Brothers | Goa                  | Fatorda Stadium                        | 35,000   |
| Dempo              | Panjim               | Fatorda Stadium                        | 35,000   |
| East Bengal        | Kolkata, West Bengal | Salt Lake Stadium                      | 120,000  |
| H.A.L.             | Bangalore            | Bangalore Stadium                      | 15,000   |
| Palian Arrows      | New Delhi            | Ambedkar Stadium                       | 15,000   |
| JCT                | Phagwara             | Guru Nanak Dev Stadium                 | 12,000   |
| Mohun Bagan        | Kolkata              | Salt Lake Stadium                      | 120,000  |
| Mumbai             | Mumbai               | Cooperage Ground                       | 12,000   |
| ONGC               | Mumbai               | Rajarshi Shahu Stadium                 | 12,000   |
| Pune               | Pune                 | Shree Shiv Chhatrapati Sports Complex, | 20,000   |
| Salgaocar          | Vasco                | Fatorda Stadium                        | 35,000   |
| Viva Kerala        | Kozhikode            | EMS Stadium                            | 60,000   |

## Classifica
|                  | Pos. | Squadra            | Pt | G  | V  | N  | P  | GF | GS | DR  |
| ---------------- | ---- | ------------------ | -- | -- | -- | -- | -- | -- | -- | --- |
| India (bandiera) | 1.   | Salgaocar          | 56 | 26 | 18 | 2  | 6  | 58 | 27 | +31 |
|                  | 2.   | East Bengal        | 51 | 26 | 15 | 6  | 5  | 44 | 21 | +23 |
|                  | 3.   | Dempo              | 50 | 26 | 15 | 5  | 6  | 63 | 33 | +30 |
|                  | 4.   | Churchill Brothers | 50 | 26 | 14 | 8  | 4  | 57 | 31 | +26 |
|                  | 5.   | Pune               | 36 | 26 | 9  | 9  | 8  | 32 | 27 | +5  |
|                  | 6.   | Mohun Bagan        | 34 | 26 | 8  | 10 | 8  | 34 | 32 | +2  |
|                  | 7.   | Mumbai             | 34 | 26 | 9  | 7  | 10 | 24 | 28 | -4  |
|                  | 8.   | Chirag United      | 29 | 26 | 5  | 14 | 7  | 31 | 36 | -5  |
|                  | 9.   | Palian Arrows      | 29 | 26 | 7  | 8  | 11 | 31 | 49 | -18 |
|                  | 10.  | Viva Kerala        | 27 | 26 | 6  | 9  | 11 | 30 | 36 | -6  |
|                  | 11.  | Air India          | 24 | 26 | 5  | 9  | 12 | 25 | 57 | -32 |
|                  | 12.  | H.A.L.             | 24 | 26 | 6  | 6  | 14 | 18 | 40 | -22 |
|                  | 13.  | JCT                | 24 | 26 | 6  | 6  | 14 | 17 | 35 | -18 |
|                  | 14.  | ONGC               | 24 | 26 | 5  | 9  | 12 | 25 | 40 | -15 |

Legenda:

      Campione I-League e ammessa alla Coppa dell'AFC 2012.

      Ammessa alla Coppa dell'AFC 2012.

      Retrocessa in I-League 2nd Division.